# Thurrock
Thurrock is een unitary authority en een district in de Engelse regio East of England en telt 173.000 inwoners. De oppervlakte bedraagt 163 km². Het ligt in het ceremoniële graafschap Essex aan de Theems.
Greater London ligt ten westen van Thurrock, de rivier in het zuiden, Essex in het noorden en aan de andere zijde van de Theems ligt Kent. Hoofdplaats van het bestuurlijk gebied is Grays.

## Demografie
Van de bevolking is 13,1% ouder dan 65 jaar. De werkloosheid bedraagt 3,4% van de beroepsbevolking (cijfers volkstelling 2001).
Het aantal inwoners steeg van ongeveer 128.700 in 1991 naar 143.128 in 2001.

## Plaatsen in district Thurrock
- Aveley
- Bulphan
- Chadwell St. Mary
- Chafford Hundred
- Corringham
- Fobbing
- Grays (hoofdplaats)
- Horndon
- Purfleet
- South Ockendon
- Stanford-le-Hope
- Tilbury
- West Thurrock

## Geboren
- Sam Byram (1993), voetballer

Bath and North East Somerset* · Bedfordshire · Berkshire · Blackburn & Darwen* · Blackpool* · Bournemouth* · Brighton & Hove* · Bristol* · Buckinghamshire · Cambridgeshire · Cheshire · Cornwall · Cumbria · Darlington* · Derby* · Derbyshire · Devon · Dorset · Durham · East Riding of Yorkshire* · East Sussex · Essex · Gloucestershire · Greater London · Greater Manchester · Halton* · Hampshire · Hartlepool* · Herefordshire* · Hertfordshire · Hull* · Isle of Wight* · Kent · Lancashire · Leicester* · Leicestershire · Lincolnshire · Luton* · Medway* · Merseyside · Middlesbrough* · Milton Keynes* · Norfolk · Northamptonshire · Northumberland · North East Lincolnshire* · North Lincolnshire * · North Somerset* · North Yorkshire · Nottingham* · Nottinghamshire · Oxfordshire · Peterborough* · Plymouth* · Poole* · Portsmouth* · Redcar & Cleveland* · Rutland* · Shropshire · Somerset · Southend-on-Sea* · Southampton* · South Gloucestershire* · South Yorkshire · Staffordshire · Stockton-on-Tees* · Stoke-on-Trent* · Suffolk · Surrey · Swindon* · Telford & Wrekin* · Thurrock* · Torbay* · Tyne & Wear · Warrington* · Warwickshire · West Midlands · West Sussex · West Yorkshire · Wiltshire · Worcestershire · York* 
Overig: Ceremoniële graafschappen · Traditionele graafschappen